# Вишенский (Гомельская область)
Вишенский (бел. Ві́шанскі; до 1957 года — Сталинец) — посёлок в Ерёминском сельсовете Гомельского района Гомельской области Республики Беларусь.

## География

### Расположение
В 5 км на север от Гомеля, 7 км от железнодорожной станции Гомель-Пассажирский.

## Транспортная сеть
Рядом шоссе Довск — Гомель. Планировка состоит из чуть изогнутой улицы, ориентированной с юго-востока на северо-запад, которая на севере присоединяется к центру прямолинейной улицы, ориентированной с юго-запада на северо-восток. Застроена двусторонне, деревянными домами усадебного типа.

## История
Основан в начале XX века переселенцами из соседних деревень. В 1926 году в Костюковском сельсовете Гомельского района Гомельского округа. В 1930 году жители вступили в колхоз. Во время Великой Отечественной войны 30 жителей погибли на фронте. В 1968 году к посёлку присоединён посёлок Новый. В составе колхоза имени XXII съезда КПСС (центр — деревня Ерёмино).

## Население

### Численность
- 2004 год — 125 хозяйств, 319 жителей.

### Динамика
- 1926 год — 17 дворов, 107 жителей.
- 1959 год — 505 жителей (согласно переписи).
- 2004 год — 125 хозяйств, 319 жителей.

## Известные уроженцы
- В.А. Евтухов — белорусский художник.